# Nemoria abdominaria
Nemoria abdominaria är en fjärilsart som beskrevs av Barnes och Mcdunnough 1917. Nemoria abdominaria ingår i släktet Nemoria och familjen mätare. Inga underarter finns listade i Catalogue of Life.